# アゼ＝シュル＝シェール
アゼ＝シュル＝シェール（Azay-sur-Cher）は、フランスのサントル＝ヴァル・ド・ロワール地域圏アンドル＝エ＝ロワール県のコミューン。
トゥーレーヌの中心に位置し、シュノンソー城やアンボワーズ城が近い。トゥールの上流、シェール川沿いに位置する。

## 人口統計
| 1962年 | 1968年 | 1975年 | 1982年 | 1990年 | 1999年 | 2006年 |
| ------ | ------ | ------ | ------ | ------ | ------ | ------ |
| 1 150  | 1 194  | 1 375  | 1 830  | 2 408  | 2 704  | 2 878  |

sources=INSEE  et Ldh/EHESS/Cassini .